# Granahöhe
Die Granahöhe ist eine etwa 30 Meter hohe, bewaldete Felsterrasse am westlichen Fuß des 352 Meter hohen Liescher Berges im Gemeindegebiet von Wasserliesch in Rheinland-Pfalz. Sie liegt etwa 10 km südwestlich von Trier am Rande einer Talweitung nahe dem Zusammenfluss von Saar und Mosel nahe der Stadt Konz.
Die Granahöhe erinnert an den kaiserlichen General Otto Heinrich Marchese de Grana, der am 11. August 1675 in der „Schlacht an der Konzer Brücke“ von dieser Anhöhe aus den rechten Flügel eines antifranzösischen Koalitionsheeres befehligte und wesentlich zu dessen Sieg beitrug. Die Gegner unter dem Kommando des Marschalls Francois de Bonne de Créqui wurden dabei vernichtend geschlagen.

## Denkmal

Granadenkmal auf der Granahöhe

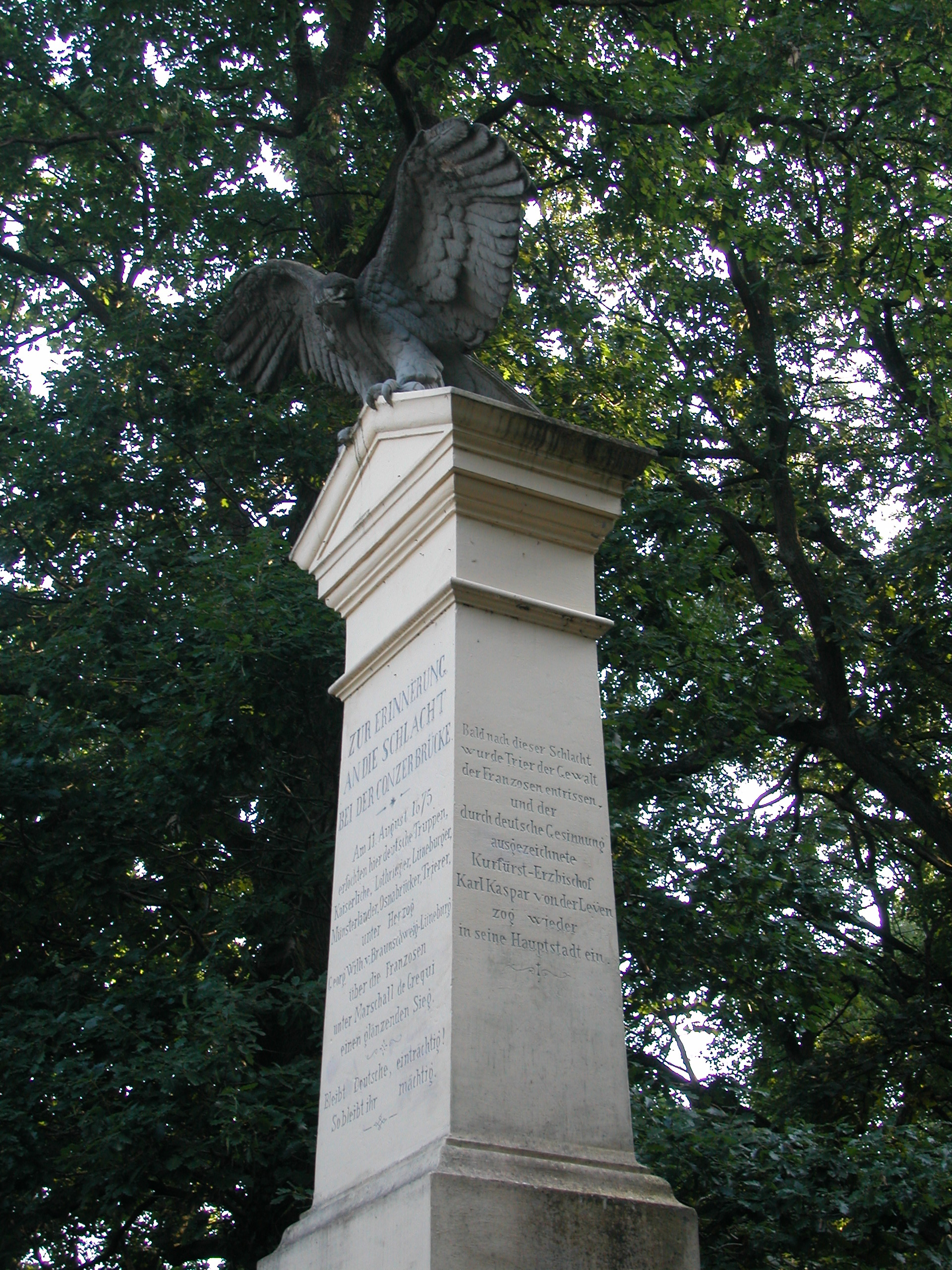
Granadenkmal (zum Lesen der Inschrift Bild vergrößern)

An diese Schlacht erinnert das am 7. August 1892 auf der Granahöhe errichtete Granadenkmal. In der Ära des Wilhelminismus konzipiert, symbolisiert es das nach der Reichsgründung von 1871 erstarkte deutsche Nationalbewusstsein, atmet aber auch den Geist jener zeitgenössischen Propaganda, die in Frankreich einen Erbfeind zu erkennen glaubte.
Eine in den Stein gemeißelte Inschrift dokumentiert das Kampfgeschehen wie folgt:
In der Presse hieß es dazu: „Insbesondere lenkte der Triumphbogen des ‚Kriegerbund‘ durch seine sinnreiche Ausführung die Aufmerksamkeit der Vorübergehenden auf sich.“ Die Inschrift: Dulce et decorum est pro patria mori (Süß und ehrenvoll ist es, fürs Vaterland zu sterben) verdeutlicht, in welchem Maße die Erbauer des Granadenkmals vom neuen Nationalbewusstsein geleitet waren. So sprach denn auch der Festredner, der Trierer Regierungspräsident Adolf von Heppe, vor der Übergabe des Denkmals an den damaligen Gemeindeverband Konz–Wasserliesch „von den früheren bemuthigenden (‚entmutigenden‘ würde man heute eher sagen) Zuständen im deutschen Lande“ und verwies auf „unser heutiges einiges und mächtiges Deutschland“. Er erinnerte an „die Bedeutung der Schlacht bei Conz am 11. August 1675, deren Andenken gefeiert werde durch das errichtete Grana-Denkmal“. Und weiter schreibt die Zeitung: „Das am Schlusse der Festrede beim Fallen der Hülle mit zündenden Worten ausgebrachte Hoch auf Seine Majestät Kaiser Wilhelm II. fand brausenden Widerhall…“.
Heute ist das Denkmal Teil des mit EU-Unterstützung 2005/2006 eingerichteten „Kultur- und Orchideenweges“ der Obermoselgemeinde Wasserliesch.